# Liste der Baudenkmale in Südmüritz
In der Liste der Baudenkmale in Südmüritz sind alle denkmalgeschützten Bauten der Gemeinde Südmüritz (Mecklenburg-Vorpommern) und ihrer Ortsteile aufgelistet. Grundlage ist die Veröffentlichung der Denkmalliste des Landkreises Müritz mit dem Stand vom April 2010.

## Baudenkmale nach Ortsteilen

### Heide
| ID | Lage  | Bezeichnung        | Beschreibung | Bild |
| -- | ----- | ------------------ | ------------ | ---- |
|    | Nr. 5 | Wirtschaftsgebäude |              |      |

### Ludorf
| ID | Lage                        | Bezeichnung                             | Beschreibung | Bild           |
| -- | --------------------------- | --------------------------------------- | --- | -------------- |
|    | Kirchenstraße (Karte)       | Kopfsteinpflaster zur und um die Kirche | |                |
|    | Kirchenstraße 1/2/3 (Karte) | Verwaltungsgebäude                      | | Weitere Bilder |
|    | Kirchenstraße 15 (Karte)    | Kirche und Feldsteinmauer               | gotischer, achteckiger, Zentralbau von 1346 mit hohen Zeltdach, mit westlicher Vorhalle, östlicher Chor-Apsis sowie nördlichen und südlichen Polygonkapellen. | Weitere Bilder |
|    | Rondell 1/2/3/4/5/6 (Karte) | ehemaliger Stall (Remise)               | |                |
|    | Rondell 7/8 (Karte)         | Gutsanlage mit Gutshaus, Park, Rondell  | 2-geschossiger, 15-achsiger Backsteinbau von 1698 als Renaissancebau, Walmdach mit Fledermausgauben, Dreiecksgiebel mit Wappen zum Hof; Innen: Barocksaal, Bibliothek, erh. Deckengemälde, heute Hotel; Gut u. a. der Familien von Morin (bis um 1640), von der Kerberg, von Knuth (1686–1901) und von Schulse-Bülow. | Weitere Bilder |
|    | Speicherweg 3 (Karte)       | Speicher                                | |                |
|    | Schäferdamm 6 (Karte)       | Schafstall und 2 Torpfeiler             | |                |

### Solzow
| ID | Lage                       | Bezeichnung                                                        | Beschreibung | Bild                                                               |
| -- | -------------------------- | ------------------------------------------------------------------ | ------------ | ------------------------------------------------------------------ |
|    | Dorfstraße (Karte)         | Allee mit Kopfsteinpflasterung                                     |              |                                                                    |
|    |                            | Gutsanlage mit:                                                    |              |                                                                    |
|    | Lange Straße 21 (Karte)    | - Herrenhaus                                                       |              | * Herrenhaus                                                       |
|    | Lange Straße 21a (Karte)   | - älterem Fachwerknebengebäude und Park                            |              | * älterem Fachwerknebengebäude und Park                            |
|    | Lange Straße (Karte)       | - Zufahrt zum Gutshof mit Allee, Kopfsteinpflasterung, Torpfeilern |              | * Zufahrt zum Gutshof mit Allee, Kopfsteinpflasterung, Torpfeilern |
|    | Lange Straße 22/23 (Karte) | - Wohnhaus aus Backstein                                           |              | * Wohnhaus aus Backstein                                           |
|    | Lange Straße 20 (Karte)    | - Wohn- und Wirtschaftsgebäude aus Backstein an der Nordseite      |              |                                                                    |

### Vipperow
| ID | Lage                             | Bezeichnung                                                                     | Beschreibung | Bild                             |
| -- | -------------------------------- | ------------------------------------------------------------------------------- | --- | -------------------------------- |
|    | Dorfstraße 13 (Karte)            | Wohnhaus mit Wirtschaftsgebäude                                                 | | Wohnhaus mit Wirtschaftsgebäude  |
|    | Dorfstraße 23 (Karte)            | Wohnhaus mit Wirtschaftsgebäude                                                 | |                                  |
|    | Dorfstraße 24 (Karte)            | Transformatorenhaus                                                             | |                                  |
|    | Dorfstraße 26 (Karte)            | Pfarrhaus mit Wirtschaftsgebäude                                                | | Pfarrhaus mit Wirtschaftsgebäude |
|    | Dorfstraße 30 (Karte)            | Wohnhaus                                                                        | | Wohnhaus                         |
|    | Dorfstraße                       | Kopfsteinpflasterung                                                            | | Kopfsteinpflasterung             |
|    | Dorfstraße 27 (Karte)            | Kirche                                                                          | Spätromanischer/gotischer Feldsteinbau aus dem Anfang des 14. Jahrhunderts mit gotischem Backsteingiebel und Fachwerk-Dachreiter. Im Inneren befindet sich ein Schnitzaltar aus der Zeit um 1500 mit einer Mondsichelmadonna. Die Flügel des Altars sind aus dem 20. Jahrhundert. | Weitere Bilder                   |
|    | Dorfstraße (Karte)               | Kriegerdenkmal 1914/1918                                                        | | Kriegerdenkmal 1914/1918         |
|    | Priborner Straße 8 (Karte)       | Wohn- und Wirtschaftsgebäude                                                    | | Wohn- und Wirtschaftsgebäude     |
|    | Solzower Straße 26/27/28 (Karte) | ehemaliges Großbauerngehöft mit 1. Wirtschaftsgebäude und 2. Wirtschaftsgebäude | |                                  |

### Zielow
| ID | Lage               | Bezeichnung                                                                             | Beschreibung                                                                             | Bild           |
| -- | ------------------ | --------------------------------------------------------------------------------------- | ---------------------------------------------------------------------------------------- | -------------- |
|    | Seeufer 1 (Karte)  | Wohnhaus mit Wirtschaftsgebäude (Backstein) und Wirtschaftsgebäude (Fachwerk, Reetdach) |                                                                                          |                |
|    | Seeufer 3 (Karte)  | Wohnhaus mit Stallscheune (aus Backstein im Erdgeschoss und Fachwerk im Obergeschoss)   |                                                                                          |                |
|    | Seeufer 4 (Karte)  | Fachwerkscheune                                                                         |                                                                                          |                |
|    | Seeufer 13 (Karte) | Kirche                                                                                  | Fachwerksaalbau von 1833/34 mit Dachturm; Kanzel 2. Hälfte des 17. Jh., Glocke von 1466. | Weitere Bilder |
|    | Seeufer 15 (Karte) | Ehemalige Schule und rückwärtiges Wirtschaftsgebäude                                    |                                                                                          |                |
|    | Seeufer 30 (Karte) | Wohnhaus mit Wirtschaftsgebäude                                                         |                                                                                          |                |

## Quelle
- Karte der Baudenkmale im Geoportal des Landkreises